# 43. Międzynarodowy Festiwal Filmowy w Berlinie
43. Międzynarodowy Festiwal Filmowy w Berlinie odbył się w dniach 11–22 lutego 1993 roku. W konkursie głównym zaprezentowano 25 filmów pochodzących z 17 różnych krajów.
Jury pod przewodnictwem niemieckiego reżysera Franka Beyera przyznało nagrodę główną festiwalu, Złotego Niedźwiedzia, ex aequo tajwańskiemu filmowi Przyjęcie weselne w reżyserii Anga Lee oraz chińskiemu filmowi Kobiety znad Jeziora Pachnących Dusz w reżyserii Xie Fei. Drugą nagrodę w konkursie głównym, Srebrnego Niedźwiedzia – Nagrodę Specjalną Jury, przyznano amerykańskiemu filmowi Arizona Dream w reżyserii Emira Kusturicy.
Honorowego Złotego Niedźwiedzia za całokształt twórczości odebrali amerykański reżyser Billy Wilder i aktor Gregory Peck. W ramach festiwalu odbyła się retrospektywa filmów zrealizowanych w technice CinemaScope.

## Członkowie jury

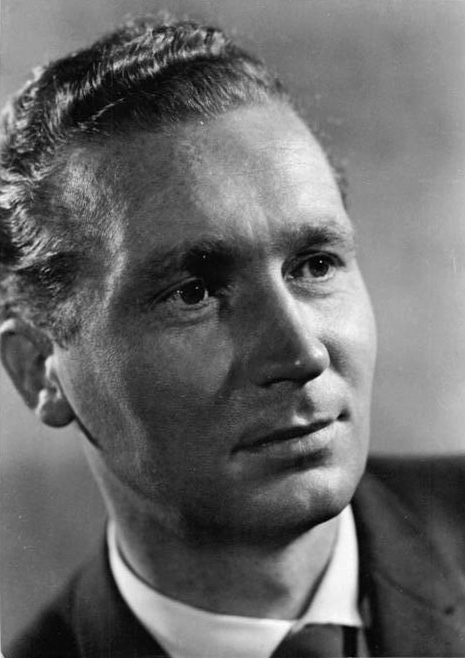
Przewodniczący jury konkursu głównego Frank Beyer.

### Konkurs główny
- Frank Beyer, niemiecki reżyser – przewodniczący jury[3]
- Juan Antonio Bardem, hiszpański reżyser
- Michel Boujut, francuski krytyk filmowy
- François Duplat, francuski producent filmowy
- Katinka Faragó, szwedzka producentka filmowa
- Krystyna Janda, polska aktorka
- Naum Kleiman, rosyjski historyk kina
- Brock Peters, amerykański aktor
- Johanna ter Steege, holenderska aktorka
- Susan Strasberg, amerykańska aktorka
- Zhang Yimou, chiński reżyser

## Selekcja oficjalna

### Konkurs główny
Następujące filmy zostały wyselekcjonowane do udziału w konkursie głównym o Złotego Niedźwiedzia i Srebrne Niedźwiedzie:
| Tytuł polski                         | Tytuł oryginalny                      | Reżyseria           | Kraj produkcji    |
| ------------------------------------ | ------------------------------------- | ------------------- | ----------------- |
| Arizona Dream                        | Arizona Dream                         | Emir Kusturica      | Stany Zjednoczone |
| Belle époque                         | Belle Epoque                          | Fernando Trueba     | Hiszpania         |
| Cementowy ogród                      | The Cement Garden                     | Andrew Birkin       | Wielka Brytania   |
| Denuncjacja                          | Die Denunziantin                      | Thomas Mitscherlich | Niemcy            |
| Dziennik maniaka                     | Diario di un vizio                    | Marco Ferreri       | Włochy            |
| Życie według Agfy                    | החיים על פי אגפא Ha-Chayim Al-Pi Agfa | Asi Dajan           | Izrael            |
| Hoffa                                | Hoffa                                 | Danny DeVito        | Stany Zjednoczone |
| Hoppá                                | Hoppá                                 | Gyula Maár          | Węgry             |
| Młody Werther                        | Le jeune Werther                      | Jacques Doillon     | Francja           |
| Ból miłości                          | Kærlighedens smerte                   | Nils Malmros        | Dania             |
| Pole miłości                         | Love Field                            | Jonathan Kaplan     | Stany Zjednoczone |
| Malcolm X                            | Malcolm X                             | Spike Lee           | Stany Zjednoczone |
| Zdradzeni                            | Op afbetaling                         | Frans Weisz         | Holandia          |
| Łoże małżeńskie                      | Patul conjugal                        | Mircea Daneliuc     | Rumunia           |
| Mała apokalipsa                      | La petite apocalypse                  | Costa-Gavras        | Francja           |
| Kamuflaż                             | Den russiske sangerinde               | Morten Arnfred      | Dania             |
| Samba Traoré                         | Samba Traoré                          | Idrissa Ouédraogo   | Burkina Faso      |
| Sankofa                              | Sankofa                               | Haile Gerima        | Burkina Faso      |
| Telegrafista                         | Telegrafisten                         | Erik Gustavson      | Norwegia          |
| Zabaweczki                           | Toys                                  | Barry Levinson      | Stany Zjednoczone |
| Słońce czuwających                   | უძინართა მზე Udzinarta mze            | Temur Babluani      | Gruzja            |
| Można inaczej                        | Wir können auch anders...             | Detlev Buck         | Niemcy            |
| Przyjęcie weselne                    | 喜宴 Xi yan                           | Ang Lee             | Tajwan            |
| Kobiety znad Jeziora Pachnących Dusz | 香魂女 Xiang hun nu                   | Xie Fei             | Chiny             |
| Tęsknota                             | 夢の女 Yume no onna                   | Tamasaburō Bandō    | Japonia           |

### Pokazy pozakonkursowe
Następujące filmy zostały wyświetlone na festiwalu w ramach pokazów pozakonkursowych:
| Tytuł polski                | Tytuł oryginalny                 | Reżyseria                             | Kraj produkcji    |
| --------------------------- | -------------------------------- | ------------------------------------- | ----------------- |
| Goryle kąpią się w południe | Gorilla Bathes at Noon           | Dušan Makavejev                       | Jugosławia        |
| Inge, April und Mai         | Inge, April und Mai              | Wolfgang Kohlhaase i Gabriele Denecke | Niemcy            |
| Dzień śmierci Sarajewa      | Un jour dans la mort de Sarajevo | Alain Ferrari i Thierry Ravalet       | Francja           |
| Requiem                     | Requiem                          | Reni Mertens i Walter Marti           | Szwajcaria        |
| Druga miłość                | Used People                      | Beeban Kidron                         | Stany Zjednoczone |

## Laureaci nagród

### Konkurs główny
Złoty Niedźwiedź
- Kobiety znad Jeziora Pachnących Dusz, reż. Xie Fei
- Przyjęcie weselne, reż. Ang Lee

Srebrny Niedźwiedź – Nagroda Specjalna Jury
- Arizona Dream, reż. Emir Kusturica

Srebrny Niedźwiedź dla najlepszego reżysera
- Andrew Birkin – Cementowy ogród

Srebrny Niedźwiedź dla najlepszej aktorki
- Michelle Pfeiffer – Pole miłości

Srebrny Niedźwiedź dla najlepszego aktora
- Denzel Washington – Malcolm X

Srebrny Niedźwiedź za wybitny wkład artystyczny
- Temur Babluani – Słońce czuwających

Srebrny Niedźwiedź
- Idrissa Ouédraogo – Samba Traoré

Wyróżnienie honorowe
- Można inaczej, reż. Detlev Buck
- Życie według Agfy, reż. Asi Dajan

### Konkurs filmów krótkometrażowych
Złoty Niedźwiedź dla najlepszego filmu krótkometrażowego
- Bolero, reż. Iwan Maksimow

### Pozostałe nagrody
Nagroda FIPRESCI
- Goryle kąpią się w południe, reż. Dušan Makavejev

Nagroda Jury Ekumenicznego
- Młody Werther, reż. Jacques Doillon

Honorowy Złoty Niedźwiedź za całokształt twórczości
- Gregory Peck
- Billy Wilder